# Manuel Sánchez Palomeque
Manuel Sánchez Palomeque (Cartagena, 1 januari 1967), bekend als Manuel Palomeque, is een Spaans voormalig voetballer en huidig voetbaltrainer.

## Spelerscarrière
Als voetballer kende hij maar een bescheiden carrière. Hij begon te spelen bij clubs in de buurt van Cartagena, zoals La Salle Minerva, CD El Algar en CD Torre Pacheco.
In 1988 ondertekende hij een contract bij UD Salamanca, een ploeg uit de Segunda División A. Hij maakte zijn debuut in het professioneel voetbal op 17 december 1989 tijdens de met 0-1 gewonnen uitwedstrijd bij Real Madrid Castilla. Hij kon echter niet overtuigen en zou maar 5 wedstrijden spelen voor de ploeg uit Castilië en León.
Daarna speelde hij achtereenvolgens van 1989 tot 1994 bij Cartagena FC in de Segunda División B, van 1995-1997 bij Real Murcia in de Tercera División, van 1997 tot 1998 één seizoen bij AD Ceuta in de Tercera División, om vervolgens in 1998 terug te keren bij FC Cartagena in de Segunda División B. Bij deze laatste ploeg zou hij zijn carrière voor het einde van het seizoen moeten stopzetten wegens blessureleed.

## Trainerscarrière
Zijn carrière als trainer startte hij als assistent-trainer bij FC Cartagena, de laatste ploeg uit zijn spelerscarrière. Deze ploeg was op dat ogenblik nog steeds actief in de Segunda División B. Hij was de assistent van achtereenvolgens Jesús Aranguren Merino, Felipe Mesones, Paco Sánchez, Juanjo Díaz en José Ramón Corchado. In deze rol verving hij tijdens het seizoen 2001-2002 tot twee keer toe de ontslagen coach. Later zou hij bescheidener ploegen uit de beurt van Cartagena leiden, met name Pinatar CF, AD Las Palas, CF La Unión, de jeugd van Los Alcázares en CD El Algar. Deze ploeg uit Preferente werd vanaf 2014-2015 het B-elftal van FC Cartagena. De A-ploeg werd geleid door Simón Ruiz, maar toen na 17 wedstrijden de ploeg maar 3 keer gewonnen en 11 keer gelijk gespeeld had, werd deze coach vervangen door Manuel Palomeque.  Het werd een heel moeilijke strijd voor het behoud, maar in de eindronde werd Las Palmas Atlético uitgeschakeld en zo werd de plaats in de Segunda División B veilig gesteld.  Ondertussen was Paco Belmonte voorzitter geworden.  Hij had veel respect voor de man uit El Algar, maar kende van zijn tijd uit CD Leganés een zekere Víctor Fernández, die als speler ook bekendheid had opgedaan bij FC Cartagena.  Hij stelde Palomeque voor om tijdens het seizoen 2015-2016 tweede trainer te worden naast Victor, maar daar bedankte hij voor.
Tijdens de maand november 2015 kwam hij terecht bij EF Torre Pacheco.  Aangezien hij een clausule in zijn contract had dat hij mocht vertrekken wanneer hij een eerste elftal kon trainen, verliet hij de ploeg einde september 2016 om coach te worden bij Mar Menor CF, een ploeg uit de Tercera División, waar hij de ontslagen Juan Lillo verving.
Vanaf seizoen 2017-2018 trainde hij CF Lorca Deportiva, een nieuwkomer in de Segunda División B.  Hij verving net op het einde van de voorbereiding van het seizoen José Emilio Galiana.  Echter toen de ploeg begin november na drie opeenvolgende verliespartijen op de voorlaatste plaats stond met 9 punten achterstand op het behoud, werd hij ontslagen.
Bij het begin van het seizoen 2018-2019 nam hij opnieuw het roer over van Mar Menor CF, nog steeds actief in de Tercera División.  De ploeg kon zich niet voor de eindronde plaatsen en om die reden werd zijn contract niet verlengd.
Na drie wedstrijden van het seizoen 2019-2020 stond CF La Unión met geen punten laatste in de Preferente reeks.  De ploeg was vorig seizoen gedegradeerd en wilde zo snel mogelijk zijn plaats terug innemen.  Daardoor werd einde september trainer Carlos Riveira ontslagen en vervangen door Palomeque.  Einde januari 2020 was de ploeg opgeklommen naar de vierde plaats, net voldoende om de eindronde te spelen.  Daar dwong hij de promotie af door eerst de buren van CD El Algar (2-2, maar geplaatst door betere eindrangschikking) en daarna Mar Menor CF B (1-0 overwinning) uit te schakelen.  Tijdens het overvangsjaar 2020-2021, kon de ploeg zich plaatsen voor de Tercera Federación.  Tijdens het tweede seizoen, kon de ploeg zich in juni 2023 kwalificeren voor de eindronde en de promotie afdwingen.  Zo speelde de ploeg vanaf seizoen 2023-2024 in de Segundaa Federación.  Hij werd echter op 5 februari 2024 ontslagen na zes achtereenvolgende wedstrijden zonder winst, waarna de club op de voorlaatste plaats terecht kwam. 
Tijdens de maand juli 2024 tekende hij voor een net opgerichte club uit Cartagena, Deportivo Marítimo en die ingedeeld werd in de Tercera Federación.